# Zelenodolsk
Zelenodolsk (ruso: Зеленодо́льск; tártaro: Yäşel Üzän), localidad tártara de 99.137 habitantes según el censo ruso de 2021 (94.079, según el soviético de 1989). Capital del distrito Zelenodolsky.

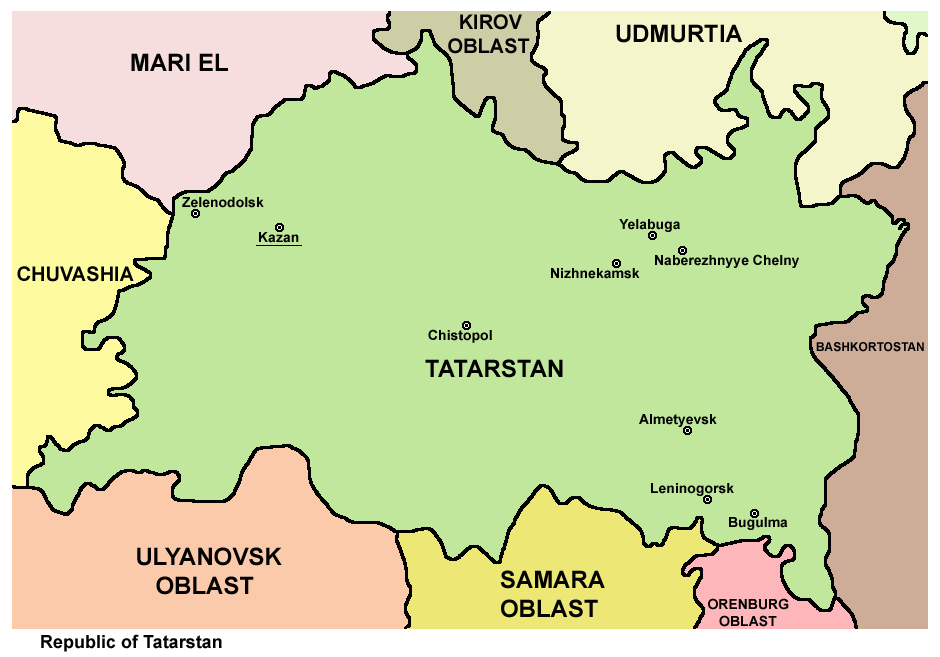
Mapa de Tartaristán en el que aparece Zelenodolsk

Debido a su localización en el río Volga, Zelenodolsk es un centro de actividad portuaria en Tartaristán. Posee además una naviera fundada en 1895 y una mezquita construida en 1991. 
Durante la guerra fría, Zelenodolsk fue una base secreta de barcos de guerra.